# Elaphoglossum ometepense
Elaphoglossum ometepense är en träjonväxtart som beskrevs av L. D. Gómez. Elaphoglossum ometepense ingår i släktet Elaphoglossum och familjen Dryopteridaceae. Inga underarter finns listade.